# Запис три храста - јужни (Рујковац)
Запис три храста - јужни (Рујковац) се налази на парцели чији је власник Стојановић Стојана.

## Локација
| Општина             | Медвеђа                                                                     |
| Катастарска општина | Рујковац                                                                    |
| Потес               | Поређани                                                                    |
| Координате          | 42° 53′ 11″ С; 21° 39′ 12″ И / 42.886499999999998° С; 21.653400000000001° И |
| Надморска висина    | 448m                                                                        |

## Карактеристике
Дендрометријске вредности утврђене на терену и сателитским снимцима:
| Стабло                     | Храст |
| Висина стабла              | m     |
| Обим дебла                 | m     |
| Пречник крошње             | 11m   |
| Пречник дебла              | m     |
| Висина дебла до прве гране | m     |

## База записа
Запис је у оквиру Викимедија пројекта "Запис - Свето дрво" заведен под редним бројем 1183.